# Hadron exotique

Exemple de pentaquark : quatre quarks, un antiquark (en jaune) et des gluons (ligne ondulées).

Les hadrons exotiques sont des particules subatomiques constituées de quarks (et probablement de gluons), mais qui ne s'insèrent pas dans le schéma habituel des hadrons. Bien que sensibles à l'interaction forte, ils ne sont pas prévus par le modèle des quarks (en). Les hadrons exotiques n'ont en effet pas le même contenu en quarks que les hadrons ordinaires : les baryons exotiques ont plus de quarks que les trois qui constituent les baryons ordinaires, et les mésons exotiques n'ont pas un quark et un antiquark comme les mésons ordinaires. Des indices expérimentaux de l'existence d'hadrons exotiques ont été observés en 2003, mais restent un sujet de controverse en physique des particules.

## Types de hadrons exotiques
- Les "baryons exotiques" sont théoriquement formés d'un nombre impair de quarks et d'antiquarks. Les plus connus sont les pentaquarks qui sont formés de quatre quarks et d'un antiquark. Les premières données expérimentales laissant penser que le pentaquark serait apparu durant différentes expériences ont été controversées.
- Les "mésons exotiques" sont théoriquement formés d'un nombre pair de quarks et d'antiquarks. Parmi eux, les tétraquarks, qui sont formés de deux quarks et de deux antiquarks. Les premières données expérimentales laissant penser que le tétraquark serait apparu durant différentes expériences ont été controversées[1].
- Les "mésons hybrides" sont théoriquement formés d'une paire quark-antiquark et d'un gluon réel (c'est-à-dire qui existe en permanence et non pas fugitivement lors de l'interaction entre deux quarks). Les mésons hybrides n'ont pas été observés pour l'instant.
- Les boules de glu (en anglais, glueballs) sont théoriquement uniquement composées de gluons et ne comportent pas de quarks de valence. Ces états sont très difficiles à distinguer des mésons ordinaires mais pourraient expliquer certains comportements étranges lors d'interactions entre hadrons et leptons (voir théorie de Regge (en)).

## Histoire
Lorsque le modèle de quark a été postulé la première fois par Murray Gell-Mann et d'autres dans les années 60, il avait pour objectif d'organiser les états observés d'une manière intelligible. Avec le développement de la chromodynamique quantique (QCD) dans la décennie suivante, il est apparu qu'il n'y avait aucune raison expliquant que seules les combinaisons de trois quarks ou d'un quark et d'un antiquark devraient exister. En outre, il a semblé que les gluons, les particules médiatrices de l'interaction forte, devraient également former les états liés entre eux (boule de glu) et avec des quarks (hadrons hybrides). Plusieurs décennies ont passé sans preuve concluante d'un hadron exotique.
La recherche de hadrons exotiques a mis en évidence leur existence en Juillet 2015 au LHC et en juin 2016 au LHCb et confirmé les hypothèses faites dans les années 1960.
La recherche des multiquarks, les particules formées de plus d'une paire de quarks se poursuit : L'enjeu est une meilleure compréhension de la chromodynamique quantique et de l'interaction forte, l'une des quatre forces fondamentales à l’œuvre dans le cosmos.
Le tétraquark est composé de quatre quarks. Un quatuor de tétraquarks a été découvert au LHCb en juin 2016.
Le premier pentaquark, formé de quatre quarks et d'un antiquark, a été mis en évidence au LHC en juillet 2015.

## Candidats
Il y a plusieurs candidats de hadrons exotiques : 
- X(3872) - découvert par l'expérience BELLE à KEK au Japon, cette particule est présumée être soit un diquark, soit une molécule mésonique.
- Y(3940) - cette particule ne s'insère pas dans le cadre du charmonium, prévu par les théoriciens .
- Y(4260) - découvert par le détecteur BaBar, du SLAC, à Menlo Park en Californie. Cette particule est présumée être composée d'un gluon,  lié à un quark et à un antiquark.